# TAP Express
TAP Express es una marca comercial perteneciente a la aerolínea portuguesa TAP Air Portugal (Transportes Aéreos Portugueses) que opera vuelos regionales de corto y medio radio. 

## Historia
El 14 de enero de 2016, TAP Air Portugal anunció que PGA-Portugália Airlines, su subsidiaria regional, sería rebautizada como “TAP Express“ el 27 de marzo de 2016, como parte de las medidas de reestructuración del grupo.
Su sede social y base de operaciones se encuentra en el Aeropuerto Humberto Delgado de Lisboa.
Tiene asignada una flota de 19 aviones de los modelos Embraer 190LR y Embraer 195.
Tap Express opera conjuntamente con White Airways, propiedad de Omni Aviação, con 9 turbohélices regionales ATR 72 y el mismo logotipo en cola de TAP Express.